# 臼井裕詞
臼井 裕詞（うすい ひろつぐ）は、日本の映画プロデューサー。フジテレビジョン編成総局ドラマ・映画制作局長、株式会社マイシアターDD取締役、株式会社FILM代表取締役社長を兼務。
慶應義塾大学経済学部卒。

## 経歴
フジテレビ入社後、『北の国から』を始めとする杉田成道監督の元で助監督を数多く務め、『若者のすべて』でディレクターとしてデビューし、『輝く季節の中で』、『まだ恋は始まらない』、『ロングバケーション』などのディレクターを務める。
映画部ではプロデューサーとして、映画「踊る大捜査線」シリーズ、映画『ローレライ』、映画及び連続ドラマ『海猿』全シリーズ『マスカレード』シリーズ等を手がけ、エンターテイメント性が高いプロデュースとダイナミックで力強い作品を得意とする。映画『冷静と情熱のあいだ』、『アマルフィ 女神の報酬』、『アンダルシア 女神の報復』といったヨーロッパなど海外を舞台にした撮影を多く手掛けている。
また、『アンフェア』シリーズ、『ガリレオ』シリーズのメディアミックスとしてドラマ映画化にも数多く携わる一方、モントリオール世界映画祭で最優秀脚本賞を受賞した映画『誰も守ってくれない』のプロデューサーとして、商業的映画だけではない社会性、作家性の強い作品も手掛けている。
ドラマ制作部では、深夜ドラマ枠を立ち上げ若手クリエイターの活躍の場を設け、『水球ヤンキース』では山崎賢人、吉沢亮、間宮祥太郎などの若手を輩出。従来の月9枠や木10枠イメージを一新するような『鍵のかかった部屋』や『ラスト♡シンデレラ』、『昼顔〜平日午後3時の恋人たち〜』、アニメ・映画連動の『信長協奏曲』等を手がけた。
その後、ドラマ・映画制作センターとして、『風間公親 教場0』、『silent』、『ブルーモーメント』、『119エマージェンシーコール』、『波うららかに、めおと日和』等を制作し、映画では、『東京リベンジャーズ』、『Drコトー診療所』、『室井慎次　敗れざる者』、『室井慎次　生き続ける者』を制作。

## テレビドラマ
- 若者のすべて（1994年） - 演出
- 輝く季節の中で（1995年） - 演出
- まだ恋は始まらない（1995年） - 演出
- ロングバケーション（1996年） - 演出
- 翼をください!（1996年） - 演出
- 深夜も踊る大捜査線 湾岸署史上最悪の3人!（1998年） - プロデュース
- 海猿 UMIZARU EVOLUTION（2005年） - 企画
- 逃亡者 木島丈一郎（2005年） - プロデューサー
- 誰も守れない（2009年） - プロデューサー
- 外交官 黒田康作（2011年） - 企画

## 映画（プロデュース）
- ときめきメモリアル（1997年）
- 踊る大捜査線 THE MOVIE（1998年）
- GTO（1999年）
- スペーストラベラーズ（2000年）
- ホワイトアウト（2000年）
- 冷静と情熱のあいだ（2001年）
- 踊る大捜査線 THE MOVIE2 レインボーブリッジを封鎖せよ!（2003年）
- 海猿（2004年）
- ローレライ（2005年）
- 春の雪（2005年）
- 県庁の星（2006年）
- LIMIT OF LOVE 海猿（2006年）
- シュガー&スパイス 風味絶佳（2006年）
- アンフェア the movie（2007年） - エグゼクティブプロデューサー
- 少林少女（2008年）
- 容疑者Xの献身（2008年）
- 誰も守ってくれない（2009年）
- アマルフィ 女神の報酬（2009年）
- 踊る大捜査線 THE MOVIE3 ヤツらを解放せよ!（2010年）
- THE LAST MESSAGE　海猿（2010年）
- アンダルシア 女神の報復（2011年）
- ロック 〜わんこの島〜（2011年） - エグゼクティブプロデューサー
- アンフェア the answer（2011年） - エグゼクティブプロデューサー
- BRAVE HEARTS 海猿（2012年） - チーフプロデューサー
- 踊る大捜査線 THE FINAL 新たなる希望（2012年） - 協力プロデューサー
- 真夏の方程式（2013年）-エグゼクティブプロデューサー
- そして父になる（2013年） - 企画協力
- アンフェア the end（2015年） - エグゼクティブプロデューサー
- 信長協奏曲（2016年） - エグゼクティブ・プロデューサー
- いぬやしき（2018年） - エグゼクティブプロデューサー
- 人魚の眠る家（2018年） - エグゼクティブプロデューサー
- マスカレード・ホテル（2019年） - エグゼクティブプロデューサー
- マチネの終わりに（2019年）- エグゼクティブプロデューサー
- 弱虫ペダル（2020年）- エグゼクティブプロデューサー
- 劇場版 シグナル 長期未解決事件捜査班（2021年）- エグゼクティブプロデューサー
- マスカレード・ナイト（2021年）- エグゼクティブプロデューサー
- 沈黙のパレード（2022年）- エグゼクティブプロデューサー
- Dr.コトー診療所（2022年）- 製作統括
- 室井慎次 敗れざる者（2024年） - エグゼクティブプロデューサー
- 室井慎次 生き続ける者（2024年） - エグゼクティブプロデューサー

## 受賞歴
- 第7回ザテレビジョンドラマアカデミー賞[1] 監督賞（鈴木雅之、中江功、石坂理江子と共に）（『まだ恋は始まらない』）
- 2006年度　日本アカデミー賞会長功労賞
- 2010年度　第30回藤本賞奨励賞[2]

## 出演
- 踊る大捜査線 - カメオ出演
- 映画の達人 - ゲスト